# Madżid ibn Abd al-Aziz Al Su’ud
Madżid ibn Abd al-Aziz Al Su’ud (arab. ماجد بن عبد العزيز آل سعود; ur. 19 października 1938 w Rijadzie, zm. 13 kwietnia 2003 w Dżuddzie) – książę saudyjski, przedsiębiorca, filantrop.
Urodził się jako trzydziesty trzeci syn króla Arabii Saudyjskiej Abd al-Aziza ibn Su’uda. Matką księcia Madżida była armeńska konkubina króla Muhda as-Sudajri.
W latach 1975–1980 sprawował urząd ministra do Spraw Miejskich i Wiejskich. Od 1980 do 1999 pełnił funkcję gubernatora prowincji Mekka. Był żonaty z Nuf bint Abdallah Al Fahd Al Muhanną. Miał siedmioro dzieci. 

## Odznaczenia
- Medal Króla Abdulaziza
- Legia Honorowa – Oficer
- Order Izabeli Katolickiej – Krzyż Wielki
- Order Zasługi (Gwinea)
- Order Wyzwoliciela San Martina – Krzyż Wielki
- Wielka Wstęga Orderu Narodowego Cedru
- Wielka Złota Odznaka Honorowa na Wstędze za Zasługi dla Republiki Austrii[1]